# 宮下武四郎
宮下 武四郎（みやした たけしろう、1927年（昭和2年）10月29日 - 2017年（平成29年）9月4日）は日本の実業家、初代日本製紙社長・会長。長野県出身。

## 略歴
- 1927年（昭和2年） - 信一の四男として生まれる。
- 1950年（昭和25年） - 東京大学経済学部を卒業、十條製紙へ入社。勤労部長、秋田工場長などを歴任。
- 1978年（昭和53年） - 同社代表取締役に就任。
- 1981年（昭和56年） - 同社代表取締役常務に就任。
- 1984年（昭和59年） - 同社代表取締役専務に就任。
- 1988年（昭和63年） - 同社代表取締役社長に就任。
- 1993年（平成5年） - 山陽国策パルプとの合併により日本製紙となり、同社代表取締役社長に就任。
- 1996年（平成8年） - 同社代表取締役会長に就任。
- 2001年（平成13年） - 同社代表取締役相談役に就任。
- その他、日本製紙連合会会長、苫小牧埠頭・北海道空港・苫小牧港開発・紙パルプ会館各取締役などを務めた。
- 2017年（平成29年）9月4日 - 肺気腫により89歳で死去[1]。

## 受章・受賞
- 1990年（平成2年） - 藍綬褒章受章。
- 1998年（平成10年） - 勲二等旭日重光章受章。

## 著書
- 『職務分析の手引き』 日経文庫 1969
- 『職務給の知識』 ビジネス新書 1971

## 参考
- 交詢社 第80版 『日本紳士録』 2007年